# Resistencia geológica
La resistencia geológica es una medida de la resistencia de los minerales a factores erosivos, y se basa primeramente en la escala de Mohs, la reactividad química y la cohesión química. 
Entre más dureza, menos reactividad y más cohesión tendrá un mineral y será menos susceptible a la erosión. Las diferencias en resistencia geológica dentro de una misma formación geológica lleva, con el tiempo, a la formación de columnas y arcos como los de Moab, Utah y los puentes como el Puente Arcoiris, también en Utah.
Por otro lado, el índice de resistencia geológica (GSI) es una medida geotécnica para evaluar la resistencia de macizos rocosos. Fue definido por Hoek en 1994.